# オンタリオ湖での戦闘
オンタリオ湖での戦闘（オンタリオこでのせんとう、英: Engagements on Lake Ontario）では、米英戦争全期間を通してオンタリオ湖の支配を巡って続いた湖上戦を扱う。幾つかの湖上戦が行われ、そのどれもが決定的な結果にはならなかった。実質的に建艦競争となり、皮肉を交えて「船大工の戦闘」と呼ばれることもある。

## 1812年の動き
米英戦争の宣戦布告が行われたとき、イギリスは五大湖でプロビンシャル・マリーンという海軍に近いものを所有しているという利点があった。その艦船は特に良い乗組員がいたり、効率的であったりするものではなかったが、当初エリー湖やヒューロン湖では対抗できる勢力が無く、アイザック・ブロック少将による初期の決定的な勝利を可能にした。
オンタリオ湖には、シップのHMSロイヤル・ジョージとプリンス・リージェント、ブリッグのアール・オブ・モイラとデューク・オブ・グロスターがキングストン・イギリス海軍基地を拠点にしていた。スクーナーのセネカとシムコーも就役していた。首席士官は75歳のジョン・スティール代将であり、年を取りすぎていた。スティールは退役し、ヒュー・アール海軍中佐に代わった。アメリカはメランクトン・テイラー・ウールジー大尉の指揮下にブリッグのオナイダ1隻を所有するだけであり、サケッツ港に小さな海軍基地があるだけだった。7月19日、プロビンシャル・マリーンの5隻が第一次サケッツ港の海戦でオナイダを襲ったが、撃退された。
9月3日、アメリカ海軍は事態に対処するために、当時ニューヨーク海軍造船所を指揮していたアイザック・チョウンシー代将を五大湖の指揮官に指名した。チョウンシーは実質的にエリー湖の海軍も担当していたが、そこでの建艦や作戦にはほとんど関わらず、オンタリオ湖に集中していた。オナイダを補うためにまず商船を購入するか徴発した（カナダのスクーナーを捕獲したものも含む）が、かなりの数の船大工、造船工などをサケッツ港に派遣して、適切な戦闘艦を造らせた。主任技師はアダム・ブラウン、その兄弟のノア・ブラウンとヘンリー・エックフォードだった。11月26日には最初のコルベットマディソンを進水させた。その建艦に使われた木材は、9月にはまだ自生していたものだった。
チョウンシーは11月6日にオナイダに艦隊旗を掲げ、その戦隊とともにイギリスのロイヤル・ジョージを追ってキングストンに向かった。このときは岸の砲台と砲艦から反撃され、さらにスクーナーパートの大砲が爆発してその指揮官に致命傷を負わせ、戦隊を混乱させたこともあって、撃退された。この戦闘後に冬が近付いたので、両軍の艦船は港から出られなくなった。チョウンシーは、イギリス軍正規兵部隊が氷を渡って攻撃してくることを怖れ、船大工達に艦船周りの氷を見張らせて、少なくともどのような攻撃に対しても発砲できるようにさせていた。しかし、イギリス軍はこの時点でそのような攻撃をするつもりは無かった。
イギリス軍はマディソンに対抗するために、キングストンで1隻、ヨークで1隻、合計2隻のコルベットを建造し始めた。しかしその動きは、特にヨークで遅れた。カナダの軍政府長官ジョージ・プレボスト中将が工事を監督させるために選んだ造船工トマス・プラックネットと、アッパー・カナダの陸軍参謀アンドリュー・グレイ大尉など士官達との間に論争があったからだった。プラックネットの作業はキングストンのものと同様に統制が取れていないと見なされ、プラックネットは解任され、より経験を積んだダニエル・アレンが後任になった。しかしアレンも労働条件に関する論争を扇動した後で、1813年3月に解任された。
ノバスコシアのハリファックスにあるイギリス海軍北アメリカ海軍基地から、ハーバート・ソーヤー海軍中将が3人の士官（指揮官代行のロバート・ヘリオット・バークレイ、ロバート・フェニス、ダニエル・プリング）をプロビンシャル・マリーンに派遣し、その冬の間、キングストンに既にある艦船の艤装を改善させた。しかし本国の海軍本部はこれとは別にジェイムズ・ルーカス・ヨー海軍大佐を五大湖の海軍指揮官に指名した。ヨーは本国で援軍や物資を集め、1813年初期に大西洋を渡った。

## 1813年の動き

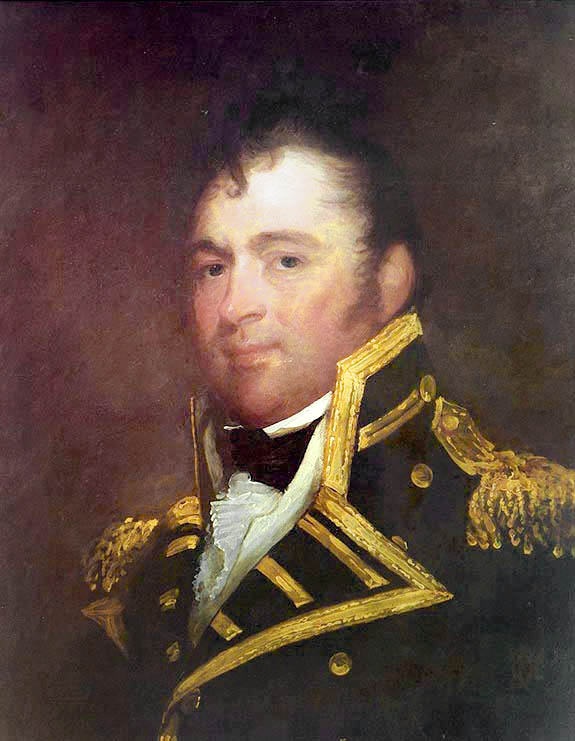
アイザック・チョウンシー代将

氷が溶けたとき、チョウンシーの方が艦船数でも兵員数でも優勢だった。アメリカ軍北部方面軍司令官のヘンリー・ディアボーン将軍と共に、イギリス本国の水兵や士官がカナダに渡ってセントローレンス川を遡ってくる前に、敵軍に打撃を与える機会があった。キングストンへの攻撃ができれば決定的なものだったが、二人ともそこには5,000名のイギリス軍正規兵が守っていると思いこんだ（実際には600名に過ぎなかった）。その代わりにアッパー・カナダの首都ヨークを攻撃した。4月27日のヨークの戦いで、ロジャー・ヘイル・シーフ少将の勢力で劣る部隊を破り、町を略奪した。ブリッグのデューク・オブ・グロスターを捕獲し、エリー湖のイギリス戦隊に送られるはずだった大砲数門も捕獲した。これは後にエリー湖の湖上戦でアメリカ海軍が勝利する伏線になった。イギリス軍は、まだ完成していなかったコルベットアイザック・ブロックがアメリカ軍の手に落ちないよう、退却前に火を付けた。
チョウンシーとディアボーンは続く5月27日のジョージ砦の戦いで、ナイアガラ川沿いにいたイギリス軍を破った。ヨークでもジョージ砦でも、チョウンシーのスクーナーや砲艦（ジョージ砦ではオリバー・ハザード・ペリーが指揮していた）が、イギリス軍砲台を抑え、アメリカ軍の上陸を阻止しようとするイギリス軍部隊に大きな損失を与えることで、船から上陸する陸軍の支援に非常に有効であることが分かった。
アメリカ軍の指揮官達は敵からの決定的な反撃に対して脆弱なままだった。オンタリオ湖西端の占領に関わっている間に、ヨーがイギリス海軍の465名の水兵と士官を伴ってキングストンに到着し、イギリス戦隊の指揮官に着任した。公用と軍隊の事情でたまたまキングストンにいたプレボストとその指揮下の部隊を乗船させ、直後の5月29日には第二次サケッツ港の戦いでアメリカ軍基地を襲った。これは戦略的に大胆な攻撃だったが、ヨーもプレボストも慎重になり過ぎ、固い抵抗に遭って攻撃を中止した。アメリカ軍は捕獲していたデューク・オブ・グロスターと、建造中だった重スループ・オブ・ウォージェネラル・パイクに早手回しに火を付けていたが、イギリス軍が撤退したときに火を消すことができた。デューク・オブ・グロスターと大量の物資が破壊されたが、ジェネラル・パイクは救われた。
チョウンシーは急ぎサケッツ港に戻り、ジェネラル・パイクの完工を待ってそこに留まることになった。アメリカ軍がオンタリオ湖での動きを止めている間に、ヨーの戦隊はナイアガラ半島のアメリカ軍をジョージ砦まで追い返す動きを支援し、大量の物資を捕獲または破壊した。7月1日、ヨーは小さなボートでサケッツ港を襲うことで、艤装中のジェネラル・パイクを破壊しようとしたが、脱走兵がアメリカ軍に通報する可能性を怖れて攻撃を中止させた。
チョウンシーの戦隊は7月21日に完成した。まずオンタリオ湖の西端にあるイギリス軍の防衛拠点バーリントン・ハイツを襲おうと画策したが、守備隊の備えができていることが分かり、リスクを冒せなかったので、その代わりに再度ヨークを短期間占領したが、あまり損失を与えられなかった。先の攻撃で略奪した資産を返還することまでやった。

### ナイアガラ川沖の湖上戦
8月7日、アメリカ軍戦隊はナイアガラ川河口沖でヨーの戦隊に遭遇した。両戦隊は慎重な操艦を繰り返して数日を費やした。チョウンシー側は長射程砲を持っている利点があり、長距離から交戦できる晴天を待ったが、ヨー側はカロネード砲を持っている利点があり、荒天での接近戦を望んだ。8月8日夜、突然のスコールでアメリカ軍のスクーナーハミルトンとスカージが転覆し、沈没した。これらスクーナーに乗船していた72名の内、53名が溺れた。
8月10日、イギリス戦隊が風上にあった。チョウンシーはその戦隊を2列に編成した。6隻のスクーナーをイギリス軍に近い戦列に、重量級の艦船を遠い風下の戦列に置いた。イギリス戦隊が接近すると艦砲の撃ち合いになった。午前11時半、チョウンシーは風上側の戦列に風下側に舵を切らせ、重量級艦船の風下に付くよう命令した。先頭を行っていたグロウラーとジュリアのスクーナー2隻が方向転換に失敗し、チョウンシー戦隊と切り離された。チョウンシーはこの2隻のスクーナーを救うために風上に向かうよりも風下に退くことを選択し、ヨーがチョウンシー本隊を追跡することを期待していた。しかし、ヨーは孤立した2隻に攻撃を集中し、両艦を捕獲した。

### ジェネシー川沖の湖上戦
両戦隊は物資補給のためにその基地に引き返してから再度出港した。9月11日、ナイアガラ川の東約10マイル (16 km) にあるジェネシー川沖で、長射程の小競り合いを行ったが、決着は付かなかった。風が凪いだためにイギリス戦隊は数時間動けなくなり、アメリカ軍のスクーナーが長射程から砲撃した。イギリス軍はボートを降ろして艦船を曳航し、また砲門から長いオールを使って射程外への脱出を試みた。夜が近付くと陸風が起こり、ヨーの戦隊が脱出してアマースト湾まで引きあげることができた。

### バーリントンの湖上戦
9月28日、両戦隊は再びヨーク湾で遭遇した。実際には、チョウンシーは陸軍のナイアガラ川からサケッツ港への移動をカバーしており、一方ヨーはナイアガラ半島の陸軍部隊に物資を届けたばかりだった。両戦隊は早朝に互いを視認した。両戦隊は北に向かい、ヨーがヨークに伝令を載せたボートを送ると、今度は方向を転じて強風の中を南に向かった。ヨー戦隊が前で風下だった。チョウンシーは、そのスクーナーの大半の帆走性能が悪いことに憤慨しており、快速船3隻（ジェネラル・パイク、新造の専用スクーナーシルフ、マディソン）が、スクーナーのアスプ、オンタリオ、フェア・アメリカンを曳航していた。
午後12時40分頃、ヨーが突然方向転換し、ジェネラル・パイクと行き違う間に舷側砲での交戦を挑み、さらにチョウンシー戦列後方の弱いスクーナーに攻撃を集中させた。しかし、チョウンシーも方向転換し、ジェネラル・パイクとヨーの旗艦ウルフが同じ方向に向かいながら舷側砲で交戦した。アメリカ側の砲撃でウルフのミズンマストとメイン・トップマストを倒した。ヨー戦隊の副司令官ウィリアム・マルカスター海軍中佐が、その乗艦ロイヤル・ジョージをウルフとジェネラル・パイクの間に割って入らせ、ウルフの乗組員がマストの残骸を除去して、オンタリオ湖の西端バーリントン湾を目指して風下に向かうまで、その帆を裏帆にしていた。
両戦隊は暫くの間白兵戦となり、チョウンシーの旗艦艦長アーサー・シンクレアがイギリス戦隊最後尾の艦船2隻（ベレスフォードとメルビル）を捕獲するよう進言したが、チョウンシーは「全てでなければ無だ」と叫び、ウルフを追跡させた。それでもアスプを曳航していた引き綱を解き放つことを拒んだので、アメリカの艦船は有効な射程内まで近づけなかった。
90分間続いた追跡劇の後、ヨーはバーリントン湾北岸沖で碇を降ろさせた。風は強風に変わり、アメリカ戦隊は散り散りになり、ジェネラル・パイク自体も損傷を受けていた。前部喫水線下に幾つか穴が開き、船首上甲板の大砲1門は爆発し、人的被害を出し、構造物も破壊されていた。他にも大砲数門が割れて使えなくなっていた。チョウンシーは戦闘中止を宣言し、後の報告書では、攻撃を続けたとすれば、イギリス軍もアメリカ軍もイギリス軍が保持する岸に座礁していたかもしれないと報告していた。

### その後の作戦
ヨーが急遽バーリントン湾で艦の修繕をさせる間、事実上チョウンシーがオンタリオ湖を支配した。9月29日から強風が吹いて、チョウンシーはヨーを監視できなかった。ヨーは10月2日にバーリントンを逃げ出した。翌日チョウンシーはヨーが逃げたと思われる方向に出発した。10月5日、7隻の艦船が視認されたが、それらはイギリスの兵士を運ぶ砲艦と非武装スクーナーであることが分かった。1隻が逃亡し、1隻は燃やされたが、チョウンシーは他の5隻（グロウラーとジュリアが含まれていた）を捕獲し、264名の兵士を捕虜にした。
作戦の舞台は短期間、セントローレンス川の川上に移った。アメリカ軍がオンタリオ湖を支配していたので、その年後半に計画するモントリオール攻撃に備えて、ジョージ砦からサケッツ港への陸軍の移動を完了できた。ジェイムズ・ウィルキンソン少将指揮下の陸軍は多くの平底船やその他小さな船で現在のクレイトンに近いフレンチ・クリークに移動しており、マルカスター海軍中佐の指揮するイギリス艦数隻が11月5日までその宿営地や停泊地を砲撃した。このときアメリカ軍砲兵隊が急遽赤熱させた砲弾をブリッグのアール・オブ・モイラに命中させて火を付け、イギリス艦を撃退した。アール・オブ・モイラの乗組員は消火を諦めて脱出し、後になって艦を回収した。
その後アメリカ陸軍はセントローレンス川を下り始めた。チョウンシーの戦隊はイギリス戦隊をキングストンで封鎖して干渉しないようにすることが求められたが、秋の悪天候のために効果的な封鎖が難しく、また川の川上には多くの小島もあった。このことでマルカスターの艦船はキングストンに戻ってジョセフ・ウォントン・モリソン中佐指揮下の分遣隊を乗船させ、アメリカ軍を追って川を下ることが可能になった。11月11日に起きたクライスラー農園の戦いでは、マルカスターの砲艦3隻に支援されたモリソンの部隊がアメリカ軍を破った。
この年の最後の出来事は、ウィリアム・ハリソンの部隊をナイアガラ川からサケッツ港に運んだことであり、ウィルキンソンの部隊と交替した。しかし、ナイアガラの前線には正規軍がいなくなり、イギリス軍はこの機会を利用してナイアガラ砦を占領し、バッファローの戦いに勝利した。

### 1813年にオンタリオ湖にいた艦船
両軍、特にイギリス軍は戦争の間に何度も艦船の名前を変え、艤装を変え、武装も変えた。両軍共に輸送と補給のための非武装スクーナーやその他小さな船舶を所有していた。
| 船籍         | 艦名                       | 艦種                   | 排水量 | 乗員数 | 武装                                                                                           | 注                                                            |
| ------------ | -------------------------- | ---------------------- | ------ | ------ | ---------------------------------------------------------------------------------------------- | ------------------------------------------------------------- |
| アメリカ海軍 | ジェネラル・パイク         | スループ・オブ・ウォー | 875    | 300    | 長射程24ポンド砲28門                                                                           | 1813年6月12日進水                                             |
| "            | マディソン                 | コルベット             | 593    | 200    | 32ポンドカロネード砲28門                                                                       | 1812年11月26日進水                                            |
| "            | オナイダ                   | ブリッグ               | 243    | 100    | 24ポンド砲16門                                                                                 | 開戦時に就役していた 帆走速度が著しく遅かった                 |
| "            | シルフ                     | スクーナー             | 300    | 不明   | 長射程32ポンド砲4門 長射程6ポンド砲6門                                                         | 1813年8月18日進水                                             |
| "            | ハミルトン                 | スクーナー             | 112    | 50     | 長射程32ポンド砲1門 長射程24ポンド砲1門 長射程6ポンド砲8門                                     | 元は商船ダイアナ 1813年8月8日のスコールで沈没                 |
| "            | スカージ                   | スクーナー             | 110    | 50     | 長射程32ポンド砲1門 12ポンド・カロネード砲8門                                                  | 元はカナダの商船ロード・ネルソン 1813年8月8日のスコールで沈没 |
| "            | コンケスト                 | スクーナー             | 82     | 40     | 長射程32ポンド砲1門 長射程12ポンド砲1門 長射程6ポンド砲4門                                     | 元は商船ジェネシー・パケット                                  |
| "            | ガバナー・トンプキンス     | スクーナー             | 96     | 40     | 長射程32ポンド砲1門 長射程12ポンド砲1門 長射程6ポンド砲4門                                     | 元は商船チャールズ・アンド・アン                              |
| "            | ジュリア                   | スクーナー             | 82     | 35     | 長射程32ポンド砲1門 長射程 12ポンド砲1門                                                       | 1813年8月10日に捕獲され 1813年10月5日に奪い返した             |
| "            | グロウラー                 | スクーナー             | 81     | 35     | 長射程 32ポンド砲1門 長射程 12ポンド砲1門                                                      | 1813年8月10日に捕獲され 1813年10月5日に奪い返した             |
| "            | オンタリオ                 | スクーナー             | 53     | 35     | 長射程 32ポンド砲1門 長射程 12ポンド砲1門                                                      |                                                               |
| "            | フェア・アメリカン         | スクーナー             | 53     | 30     | 長射程 24ポンド砲1門 長射程 12ポンド砲1門                                                      |                                                               |
| "            | パート                     | スクーナー             | 50     | 25     | 長射程 24ポンド砲1門                                                                           | 元は商船コレクター                                            |
| "            | アスプ                     | スクーナー             | 57     | 25     | 長射程 24ポンド砲1門                                                                           | 元はイギリスの商船エリザベス                                  |
| "            | レディ・オブ・ザ・レイク   | スクーナー             | 89     | 15     | 長射程 9ポンド砲1門                                                                            | 1813年に伝令船として進水                                      |
|              |                            |                        |        |        |                                                                                                |                                                               |
| イギリス海軍 | ウルフ                     | スループ・オブ・ウォー | 637    | 220    | 長射程 24ポンド砲1門 長射程 18ポンド砲8門 68ポンド・カロネード砲4門 32ポンド・カロネード砲10門 | 1813年5月5日進水                                              |
| "            | アイザック・ブロック       | スループ・オブ・ウォー | 637    | 不明   | 不明                                                                                           | 1813年4月27日に焼却                                           |
| "            | ロイヤル・ジョージ         | スループ・オブ・ウォー | 510    | 200    | 長射程 18ポンド砲3門 68ポンド・カロネード砲2門 32ポンド・カロネード砲16門                      |                                                               |
| "            | メルビル                   | brig                   | 279    | 100    | 長射程 18ポンド砲2門 32ポンド・カロネード砲12門                                                |                                                               |
| "            | アール・オブ・モイラ       | ブリッグ               | 262    | 100    | 長射程 9ポンド砲2門 24ポンド・カロネード砲12門                                                 |                                                               |
| "            | デューク・オブ・グロスター | ブリッグ               | 不明   | 不明   | 大砲10門                                                                                       | 1813年4月27日に捕獲され 1813年5月29日に焼却                   |
| "            | ベレスフォード             | スクーナー             | 216    | 80     | 長射程 12ポンド砲2門 32ポンド・カロネード砲10門                                                | 元は全装のプリンス・リージェント                              |
| "            | シドニー・スミス           | スクーナー             | 187    | 70     | 長射程 12ポンド砲1門 長射程 9ポンド砲1門 18ポンド・カロネード砲6門                             | 元シムコー アッパー・カナダ植民地政府から転籍                 |

注: シムコーと排水量や武装が類似するイギリスのスクーナーセネカが1812年にプロビンシャル・マリーンに加わっていたが、1813年あるいは1814年に戦闘艦として使われた形跡は無い

## 1814年の動き

### 5月から7月
1813年から1814年に掛けての冬、アメリカ軍は造船技師のノア・ブラウンと造船工数人および資材をシャンプレーン湖に派遣し、戦隊を建造できるようにした。これが後のプラッツバーグの戦いで大勝する要因になった。キングストンでは、以前にヨーと共に勤務していたリチャード・オコーナー大佐が、1813年5月の着任以来造船所の監督にあたり、施設を大きく拡張していた。
ヨーは、1813年の自戦隊の武装がチョウンシー戦隊より劣っていたので、HMSプリンス・リージェントとHNSプリンセス・シャーロットという2隻の大きなフリゲート艦の建造を命じた。氷が溶けてから間もなくこの2艦の準備ができ、ヨー戦隊は優位に立っていた。5月6日、ニューヨーク海軍造船所からサケッツ港への供給線を妨害するためにオスウィーゴ砦への襲撃を行った（オスウィーゴ砦の戦い）。この襲撃は一部成功し、イギリス軍はスクーナーのグロウラーを含め非武装船数隻を捕獲した。グロウラーの所有者が変わったのは3回目だった。
このときのヨーの主目的は、チョウンシー戦隊の新しいフリゲート艦や重ブリッグ艦に装備する重砲を捕獲することだったが、グロウラーと共に7門の大砲を捕獲したものの、アメリカ軍の大砲の大半はまだオスウィーゴに到着して居らず、オスウィーゴ川の上流12マイル (35 km) にあった。ヨーとゴードン・ドラモンド中将の陸軍はこれらを捕獲しようとはしなかった。その代わりに、それらがサケッツ港まで届けられないよう湖上の封鎖を行った。その数週間後、アメリカ軍のウールジー中尉が大砲、ケーブルなどの物資を積んだ船を出して、サケッツ港にいるチョウンシーの新艦に届けようとしたが、基地の数マイル南にあるクリークに追い込まれた。スティーブン・ポパム海軍大佐の指揮する海兵と水兵の部隊がこのクリークに入ってアメリカ軍のボートを「切り取ろう」としたが、5月30日に起きたビッグサンディクリークの戦いで急襲され、殺されるか捕虜になった。
それから間もなくチョウンシーは大砲を受け取り、USSスペリオルとUSSモホークというヨー戦隊のものより大きな2隻のフリゲート艦を完成させ、さらに重装備ブリッグ・スループジョーンズとジェファーソンも完成させた。しかし、この戦隊の準備が整ったのは7月半ばになってからであり、チョウンシーが病気になり、副司令官のジェイコブ・ジョーンズ海軍大佐に指揮を預けることを拒んだので、出撃したのは7月末になってからだった。このことで陸軍のジェイコブ・ブラウン少将の作戦を著しく遅らせ、計画していたキングストン攻撃を諦め、ナイアガラ川上流を越えた攻撃を行うことになった。アメリカ戦隊がやっと湖上に姿を現したとき、ヨーは直ぐにキングストンに引き返した。この年はこういうことが繰り返された。艦船や大砲で劣勢になった戦隊が港に留まり、さらに強力なものを建造するというパターンだった。

### 8月から10月
アメリカ戦隊がオンタリオ湖を支配している間に、セントローレンス川のプレスクアイルで建造中だった大砲10門搭載ブリッグ艦を進水する前に破壊した。
8月5日、イギリスの3隻の艦船（ネットリー、チャーウェル、マグネット）が物資を積んでヨークからナイアガラ川に航行した。マグネットが他の2隻より遅れて航行しており、突然チョウンシーの戦隊が現れたときは、逃げられなかった。ジョージ砦の西約6マイル (10 km) で座礁した。幾らかの物資を退避させた後に火を付け、アメリカ軍上陸部隊が船を確保できる前に爆発した。マグネットの指揮官ジョージ・ホークスワース海軍大尉が11月に軍法会議に掛けられ、その艦を失ったことで有罪となった。ホークスワースはイギリス海軍から解任され、後にアメリカに寝返ることになった。
しかし、チョウンシーはキングストンの封鎖に注力した。ヨーはその戦力が劣っている間は出て行くつもりが無く、チョウンシーは、アメリカ陸軍がナイアガラ半島で侵攻することを支援できず、その作戦ではかばかしい結果に繋がらなかったことで、陸軍のジェイコブ・ブラウン少将やその他指揮官に非難された。アメリカ戦隊の小型艦艇3隻のみがナイアガラ川の緩やかな封鎖を続けていた。イギリス戦隊の小型艦3隻（スター、ネットリー、チャーウェル）がアレクサンダー・ドブス海軍中佐の指揮で川を封鎖しており、その乗組員がギグ1隻と平底船6隻を陸路運び、川の最上流でエリー湖戦隊を構成していたアメリカのスクーナー2隻に乗り込んで捕獲した。その後エリー砦包囲戦では強襲に加わったが、大きな損失を出して失敗した。
最終的に9月21日、チョウンシーの艦船がジョージ・イザード少将の師団をサケッツ港からジェネシー川に運び、ナイアガラのアメリカ陸軍を補強した。ジェイコブ・ブラウン少将より上級だったイザードは、勢力に劣るイギリス軍に対して総攻撃を掛けることを拒否し、最後はナイアガラ川のアメリカ側に引き返した。

### 10月下旬から11月
チョウンシーがフリゲート艦を建造していることを知ったヨーは、戦列艦1隻の建造を命じた。当初ヨーは大砲74門搭載の3等艦建造を認められていたが、ヨーと地元の造船工ウィリアム・ベル（前任のオコーナーが大尉に昇進し、プリンセス・シャーロット艦長に指名されたので引き継いだ）の下で、その計画はさらに大きなものになった。10月15日、ヨーは3層甲板1等艦の戦列艦セントローレンスを進水させた。10月19日、セントローレンスは雷に打たれたが、辛うじて破壊を免れた。チョウンシー戦隊がサケッツ港に引き込み、ヨー戦隊が11月21日までオンタリオ湖を支配したが、そこで冬が訪れた。チョウンシー同様、ヨーは敵の停泊地沖を巡航することを好んだ。湖が凍る前に数日間航行したときまで、湖の西端にいるドラモンドの部隊の食料が不足してきていたことも支援していなかった。

### 冬から終戦まで
サケッツ港のアメリカ戦隊は、セントローレンスを遙かに凌ぐ戦列艦2隻の建造に取り掛かったが、1814年から1815年に掛けての冬にイギリスが行った建艦はさらに優位を保持できるものだった。しかし、プレボストとヨーは、プラッツバーグの戦い後に次第に敵対的になっていった。プレボストはイギリス海軍の五大湖艦隊を監督するために、海軍少将を1人ケベックに駐在させるよう推薦したが、このことを検討する前に、ヨーがプラッツバーグ方面作戦でのプレボストの行動を批判したこともあり、またカナダに援軍として送られた半島戦争の陸軍ベテラン士官との抗争があったことで、プレボスト自身が解任された。それでも海軍本部は、ヨーがあまり報告をしてこなかったことを理由に、交替させた。その後任はエドワード・オーウェン海軍大佐であり、ガン条約で戦争を終わらせるという報せが届くまで着任しなかった。

### 1814年にオンタリオ湖にいた艦船
競合する指揮官や情報宣伝担当は、1814年の作戦期間中にその艦船の能力を過大に言ったり、過小に言ったりすることが多かった。アメリカ軍スクーナー（商船を転換したもので、その重い武装のために不安定になっていることが警告されていた）の大半は、このころ武装を解き、輸送用のみに使われた。イギリス戦隊はそのスクーナーをブリッグとして艤装させ、その多くは以前にプロビンシャル・マリーンに属し、就役しているイギリス海軍の艦船と同じ名前を使っていたので、改名された。
| 船籍         | 艦名                     | 艦種       | 排水量 | 乗員数 | 武装                                                                                             | 注                                                    |
| ------------ | ------------------------ | ---------- | ------ | ------ | ------------------------------------------------------------------------------------------------ | ----------------------------------------------------- |
| アメリカ海軍 | スペリオル               | フリゲート | 1,580  | 500    | 長射程 32ポンド砲30門 長射程 24ポンド砲2門 42ポンド・カロネード砲26門                            | 後に4門を除去                                         |
| "            | モホーク                 | フリゲート | 1,350  | 350    | 長射程 24ポンド砲26門 長射程 18ポンド砲2門 32ポンド・カロネード砲14門                            |                                                       |
| "            | ジェネラル・パイク       | スループ   | 875    | 300    | 長射程 24ポンド砲26門 長射程 24ポンド・チェイス砲2門                                             |                                                       |
| "            | マディソン               | コルベット | 593    | 200    | 長射程 12ポンド砲2門 32・カロネード砲22門                                                        |                                                       |
| "            | ジョーンズ               | ブリッグ   | 500    | 160    | 長射程 12ポンド砲2門 42ポンド・カロネード砲20門                                                  | 大砲が多すぎて不安定                                  |
| "            | ジェファーソン           | ブリッグ   | 500    | 160    | 長射程 12ポンド砲2門 42ポンド・カロネード砲20門                                                  | ジョーンズの姉妹艦                                    |
| "            | シルフ                   | ブリッグ   | 300    | 100    | 長射程 12ポンド砲2門 24ポンド・カロネード砲14門                                                  |                                                       |
| "            | オナイダ                 | ブリッグ   | 243    | 100    | 長射程 12ポンド砲2門 24ポンド・カロネード砲14門                                                  |                                                       |
|              |                          |            |        |        |                                                                                                  |                                                       |
| イギリス海軍 | セントローレンス         | 戦列艦     | 2,305  | 700    | 長射程 32ポンド砲28門 長射程 24ポンド砲40門 68ポンド・カロネード砲4門 32ポンド・カロネード砲32門 |                                                       |
| "            | プリンス・リージェント   | フリゲート | 1,450  | 485    | 長射程 24ポンド砲32門 68ポンド・カロネード砲4門 32ポンド・カロネード砲22門                       |                                                       |
| "            | プリンセス・シャーロット | フリゲート | 1,215  | 315    | 長射程 24ポンド砲26門 68ポンド砲・カロネード砲2門 32ポンド・カロネード砲14門                     |                                                       |
| "            | ウルフ                   | スループ   | 637    | 220    | 長射程 24ポンド砲7門 長射程 18ポンド砲18門                                                       |                                                       |
| "            | ナイアガラ               | スループ   | 510    | 200    | 長射程 12ポンド砲2門 32ポンド・カロネード砲20門                                                  | 元ロイヤル・ジョージ                                  |
| "            | チャーウェル             | ブリッグ   | 279    | 110    | 長射程 12ポンド砲2門 32ポンド・カロネード砲14門                                                  | 元アール・オブ・モイラ                                |
| "            | スター                   | ブリッグ   | 262    | 110    | 長射程 12ポンド砲2門 32ポンド・カロネード砲14門                                                  | 元メルビル                                            |
| "            | ネットリー               | ブリッグ   | 216    | 100    | 長射程 12ポンド砲2門 24ポンド・カロネード砲14門                                                  | 元ベレスフォード                                      |
| "            | マグネット               | ブリッグ   | 187    | 80     | 長射程 12ポンド砲2門 24ポンド・カロネード砲12門                                                  | 元シドニースミス 1814年8月5日に捕獲を免れるために焼却 |

### 終戦時に建造中だった艦船
| 船籍         | 艦名             | 艦種       | 排水量 | 乗員数  | 武装                                                                 | 注                                                                       |
| ------------ | ---------------- | ---------- | ------ | ------- | -------------------------------------------------------------------- | ------------------------------------------------------------------------ |
| アメリカ海軍 | ニューオーリンズ | 戦列艦     | 2,805  | 不明    | 大砲130門 （主に42ポンド砲）                                         | 未完成（残骸は1882年に売却）                                             |
| "            | チッペワ         | 戦列艦     | 2,805  | 不明    | 大砲130門 （主に42ポンド砲）                                         | 未完成                                                                   |
| "            | プラッツバーグ   | フリゲート | 1,748  | 不明    | 大砲64門                                                             | 未完成                                                                   |
|              |                  |            |        |         |                                                                      |                                                                          |
| イギリス海軍 | ウルフ2世        | 戦列艦     | 3,152  | 不明    | 長射程 32ポンド砲36門 長射程 24ポンド砲 / 24ポンド・カロネード砲76門 | 未完成（1831年キャンセル） 1832年7月31日の嵐で破壊                       |
| "            | カナダ           | 戦列艦     | 2,352  | unknown | 長射程 32ポンド砲36門 長射程 24ポンド砲 / 24ポンド・カロネード砲76門 | 未完成（1832年キャンセル）                                               |
| "            | サイシェ         | フリゲート | 769    | 315     | 長射程 24ポンド砲28門 32ポンド砲・カロネード砲28門                   | 船殻は1814年にイギリスで建造 終戦後に完工 当初は"フリゲート B"と呼ばれた |

## 戦後

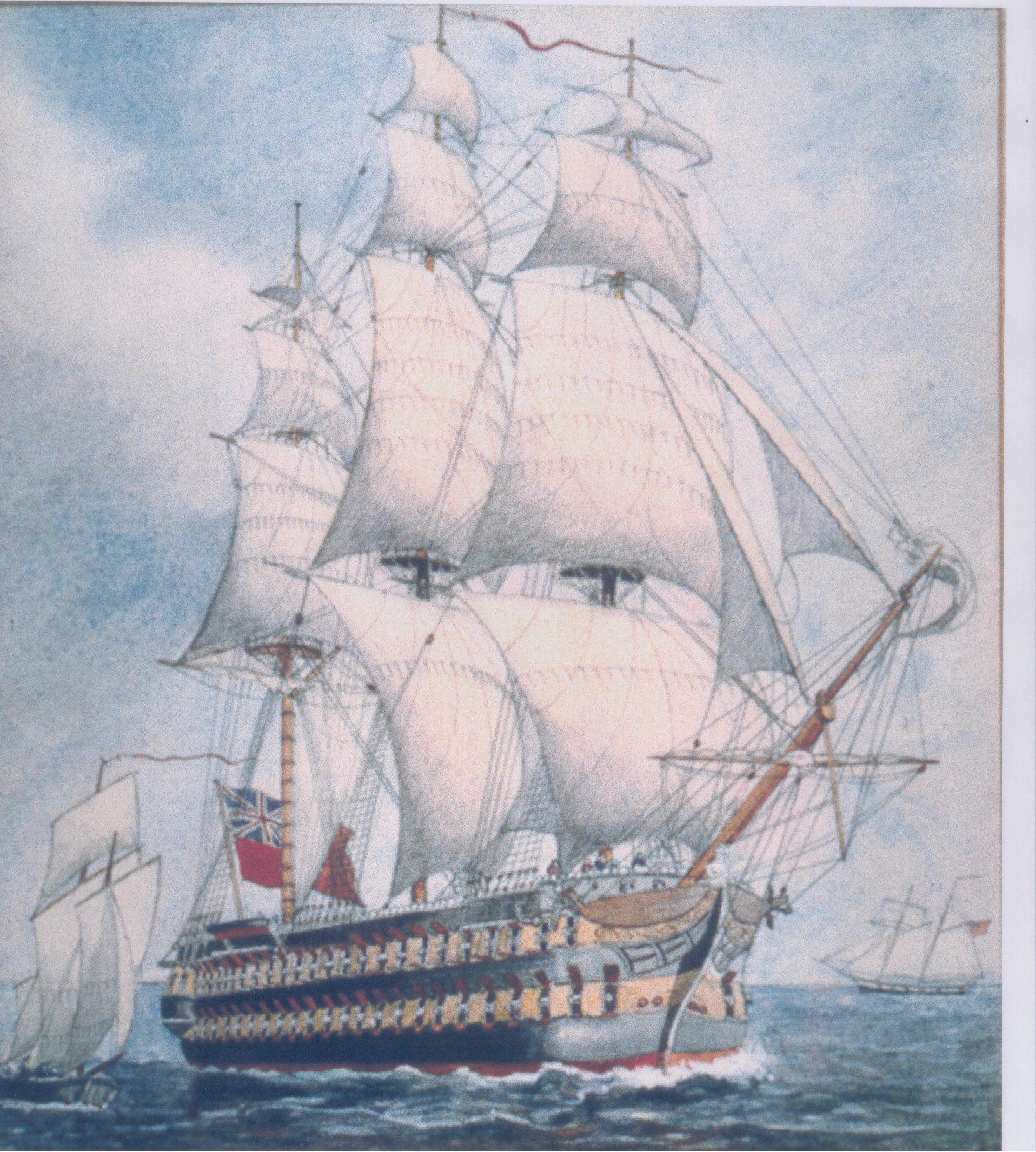
第1等戦艦HMSセントローレンス

戦争を終わらせたガン条約の後、別にラッシュ・バゴー条約と呼ばれる盟約が1817年に調印され、五大湖で維持される戦闘艦の数と戦力を制限した。オンタリオ湖では、イギリスもアメリカもそれぞれ1隻を就役させ、総トン数は100トン以下、大砲数は18ポンド砲1門とされた。他には武装艦を建造できず、既にある艦船は解体されることとされた。
実際に既存の艦船の中で僅かなものが解体された。イギリスは「石のフリゲート」と呼ぶ倉庫を建設してマスト索具など艤装を保管した。この建物はカナダ陸軍士官学校ハドソン戦隊の寄宿舎として現存し、現在もその名前で呼ばれている。理論的には数日の内に全戦隊を就役させることが可能だった。しかし、1827年までに全ての艦船が腐朽し、就役できなくなった。この倉庫は1834年に競売され、残っていた艦船はその後の数年間で廃棄処分となった。キングストン近くの海軍湾に沈められたものもあった。
アメリカの戦隊も直ぐに使えなくなった。建造されたときに生木を使い塗装も粗かったので、5年ないし6年しか使えないと認識されていた。1つだけ残ったのが未完成の戦艦ニューオーリンズであり、船台の大きな倉庫に隠されていた。この倉庫が1881年に崩壊し、船の残骸は1883年に売却された。

## 結果
両軍共に敵の戦隊や海軍基地に決定的な攻撃を掛けるリスクを冒さなかったので、オンタリオ湖における建艦競争は金のかかった引き分けに終わった。両戦隊の人員や物資に対する需要が大きく、戦争の他の部分の遂行には逆効果になった可能性がある。
アメリカ戦隊はサケッツ港を基地にしており、この小さな町は大勢の兵士、水兵、造船工に対応できなかった。冬には寒さ、体調悪化、不適切な食料で、夏には病気で多くの死者を出した。町の傍を流れるブラックウォーター・クリークには清水が流れて居らず、直ぐに悪臭を放つ下水道に変わった。イギリス側でも、セントローレンス川を遡って食料や海軍物資を運ぶために必要とされた行動により、アッパー・カナダで十分な兵士を養っていくことができなかった。プレボストは、キングストンの戦艦セントローレンスに1本の巨大な索を運ぶために1,000ポンドを払ったと報告しており、ヨー戦隊の要求が1814年後半にセントローレンス川を遡る輸送全体を独占したとこぼしていた。
ヨーもチョウンシーも決定的な行動を採ろうとしなかったことや、その挫折に関して報告書に書いた長くまとまりのない言い訳について、歴史家達に批判されている。チョウンシーはヨーがイギリスの歴史家から受けた批判よりも厳しい非難を受けてきた。セオドア・ルーズベルト（およびその後の著作家達）はアメリカの全体的戦略が攻勢だったので、オンタリオ湖のアメリカ軍はキングストンに対して攻撃するリスクを取るべきだったのであり、あるいはチョウンシーは機会があればヨーの戦隊に対して総攻撃をかけるチャンスを求めるべきだったと論じた。チョウンシー（および陸軍のディアボーンやウィルキンソンなど指揮官）はその逆に繰り返しキングストン攻撃を避け、一方で1813年9月28日にヨーク湾で戦った後もヨー戦隊を破壊するまで追撃できなかった。イギリス戦隊がサケッツ港を攻撃した後、チョウンシーはヨーの艦船以外の標的に対する作戦を常に妨げていた。より多くの艦船ができるのを待って港の中に閉じこもるか、戦隊を使って他の場所（例えばナイアガラ半島）での陸軍の攻撃を支援しようとはしなかった。
対照的に、イギリス軍の郡政府長官プレボストによる戦略は、戦争の大半で防衛的であり、ヨーは敗北を避けるだけで良く、これには成功したと論じられてきた。しかし、C・S・フォレスターやJ・マッケイ・ヒッツマンのようなイギリス（およびカナダ）の歴史家は、他の作戦が縮小されたり、頓挫したりする犠牲のうえにヨーはこれを成したと論じている。例えば、ヨーが人員や物資を貯めこんだこと、エリー湖の戦隊に十分な資源を送らなかったことは、その完全な敗北に繋がった。同様にオンタリオ湖で戦艦を建造することに要したよりも、シャンプレーン湖でははるかに小さな努力しか払われていたが、それでもシャンプレーン湖でイギリス軍が勝利していたかもしれない。